# Dianthera trisulcata
Dianthera trisulcata là một loài thực vật có hoa trong họ Ô rô. Loài này được Forssk. mô tả khoa học đầu tiên.